# Anna Lore
Anna Lore (Dubuque, 15 de março de 1993) é uma atriz norte-americana de cinema e televisão.

## Primeiros anos
Natural de Iowa, Lore nasceu em uma família de artistas cênicos. Quando criança, atuou no Plains Theatre, em Rushville, Nebraska. Em 2012, aos 19 anos, mudou-se para Los Angeles e inicialmente assinou contrato como figurante. Ela credita seu início na atuação à decisão instintiva de raspar a cabeça, o que a levou a fazer figuração como uma anarquista em um episódio da série Community. Seu trabalho prévio permitiu que ela contatasse outras pessoas da indústria, ajudando-a a ganhar uma conexão comercial.

## Carreira
Lore estreou como atriz principal na comédia de terror Frankenstein, MD (2014), uma websérie do YouTube produzida pela PBS Digital Studios e Pemberley Digital. Ela interpretou a protagonista Victoria Frankenstein, uma estudante de medicina que é uma paródia de Victor Frankenstein. Seu primeiro longa-metragem foi o terror Contracted: Phase II (2015), continuação de Contracted (2013). Em 2020, interpretou um papel de destaque em "My Valentine", episódio da série antológica de terror Into the Dark, do Hulu. Em março de 2022, foi selecionada para o papel da super-heroína Stephanie Brown, da DC Comics, no episódio piloto de Gotham Knights, produzido pela The CW. No ano seguinte, Gotham Knights foi transformada em série e Lore continuou a interpretar o papel no programa. A atriz recebeu ainda mais atenção ao integrar o elenco principal do filme de terror sobrenatural Final Destination: Bloodlines, lançado nos cinemas em maio de 2025.

## Filmografia

### Cinema
| Ano  | Título                            | Papel            | Notas                                      | Ref.   |
| ---- | --------------------------------- | ---------------- | ------------------------------------------ | ------ |
| 2015 | Wrestling Isn't Wrestling         | Daniel Bryan     | Curta-metragem                             | [ 10 ] |
| 2015 | The Soft Parade                   | A namorada morta | Curta-metragem                             | [ 5 ]  |
| 2015 | Contracted: Phase II              | Harper           |                                            | [ 10 ] |
| 2016 | The Man From Death                | Mrs. Stryder     | Curta-metragem                             | [ 10 ] |
| 2016 | Noodles                           | Garota beijando  | Curta-metragem                             | [ 5 ]  |
| 2017 | Fae                               | Faerie           | Curta-metragem                             | [ 5 ]  |
| 2017 | Vain: This Party Sucks            | Lead Raver       | Curta-metragem                             | [ 5 ]  |
| 2017 | Born Guilty                       | Summer           |                                            | [ 10 ] |
| 2018 | Getting Old                       | Brittany         | Curta-metragem                             | [ 10 ] |
| 2018 | Daddy's Boys                      | Charlotte        | Curta-metragem                             | [ 11 ] |
| 2018 | Anime: The Fast & The Furious     | Angela           | Curta-metragem                             | [ 5 ]  |
| 2018 | The Submissive                    | Erica            | Curta-metragem                             | [ 5 ]  |
| 2018 | Truly Outrageous                  | Assaltante       | Curta-metragem                             | [ 5 ]  |
| 2019 | Diva                              | Maquiadora       | Curta-metragem                             | [ 5 ]  |
| 2019 | Dream Boy or the Pursuit of Being | Dançarina        | Curta-metragem                             | [ 5 ]  |
| 2019 | Her Mind in Pieces                | Rachel           | Segmento: "Therapy Through Lucid Dreaming" | [ 5 ]  |
| 2020 | Heel                              |                  | Curta-metragem; produtora associada        | [ 11 ] |
| 2022 | They/Them                         | Kim              |                                            | [ 10 ] |
| 2025 | Final Destination: Bloodlines     | Julia Campbell   |                                            | [ 10 ] |
| 2025 | Black Phone 2                     |                  |                                            | [ 12 ] |

### Televisão
| Ano     | Título              | Papel              | Notas                                   | Ref.   |
| ------- | ------------------- | ------------------ | --------------------------------------- | ------ |
| 2016    | Faking It           | Cindy              | 2 episódios                             | [ 13 ] |
| 2016    | The Friendless Five | Brie               | Papel regular                           | [ 5 ]  |
| 2016    | What's News?        | Garota na festa    | Série                                   | [ 5 ]  |
| 2017    | Training Day        | Kat Wellsley       | Episódio: "Tunnel Vision"               | [ 15 ] |
| 2017    | Nasty Habits        | Megan              | Episódio: "Gank City"                   | [ 5 ]  |
| 2018    | F*ck Yes            | Tess               | Série                                   | [ 5 ]  |
| 2018    | Katie               | Katie              | Série de microcurtas; também roteirista | [ 5 ]  |
| 2019    | Artista Obscura     | Da Wozniak         | Telefilme                               | [ 5 ]  |
| 2019    | Doom Patrol         | Penny Farthing     | 2 episódios                             | [ 15 ] |
| 2020    | Into the Dark       | Trezzure           | Episódio: "My Valentine"                | [ 17 ] |
| 2020–22 | All American        | Carrie             | 9 episódios                             | [ 5 ]  |
| 2023    | Gotham Knights      | Stephanie Brown    | 13 episódios                            | [ 1 ]  |
| 2023    | Strange Planet      | Vários personagens | Voz                                     | [ 5 ]  |
| 2024    | Hysteria!           | Tracy McCarthy     | Série limitada                          | [ 5 ]  |

### Web
| Ano     | Título              | Papel                 | Notas                         | Ref.         |
| ------- | ------------------- | --------------------- | ----------------------------- | ------------ |
| 2014    | Frankenstein, MD    | Victoria Frankenstein | Websérie; 24 episódios        | [ 3 ] [ 10 ] |
| 2015    | The Bright Sessions | Chloe Turner          | Podcast dramático radiofônico | [ 3 ] [ 10 ] |
| 2015    | Natural 20          | Grizzit / Juan Snow   | Websérie; 2 episódios         | [ 5 ] [ 18 ] |
| 2017–18 | Miss 2059           | Daphnii               | Websérie; papel regular       | [ 3 ] [ 5 ]  |